# 氰基丙烯酸甲酯
氰基丙烯酸甲酯（英語：Methyl cyanoacrylate，缩写：MCA），又称α-氰基丙烯酸甲酯（英語：α-cyanoacrylate），是一种氰基丙烯酸酯类粘合剂，为无色低粘度液体，可溶于丙酮、甲腈、氯仿等有机溶剂，用于速干胶等胶水中。相比于氰基丙烯酸乙酯胶水（502胶），氰基丙烯酸甲酯胶水较少见。

## 应用
氰基丙烯酸甲酯于1959年由美国伊士曼柯达公司出品，此后日本在60年代也相继生产，并用于木材、塑料、金属等仪器器件胶合，因其在室温下能快速胶合，接合强度高被广泛使用。1960年Nathan等人率先将氰基丙烯酸甲酯用于动物动脉吻合，开启了氰基丙烯酸甲酯作为医用粘结剂的历史。到70-80年代，氰基丙烯酸甲酯曾被研究用于粘结阻塞输卵管，用于达到绝育目的，并在中国大陆计划生育时期与其他氰基丙烯酸酯医用胶水被用于女性绝育。

## 粘结原理
氰基丙烯酸甲酯粘结原理和502胶类似，氰基丙烯酸甲酯的双键连接有电负性的酯基和氰基，属带有吸电子基的乙烯基聚合单体。当接触到空气中的水分子或物体表面的碱性物质时，引发阴离子聚合反应生成高分子产物，实现迅速凝结。

## 安全性
氰基丙烯酸甲酯凝固后，受热可以解聚降解产生挥发性气体，这种气体对肺和眼睛具有强烈的刺激。美国国立职业安全与健康研究所建议工人在8小时内暴露量不超过2 ppm（8 mg/cm3），短期暴露量不超过4 ppm（16 mg/cm3）。